# Neit
Nella mitologia irlandese Neit (Néit, Nét, Neith) è un dio della guerra. Il suo nome deriva probabilmente dal protoceltico *nei-to- , che significa "passione", o da *neit-s, che significa "eroe".
Era marito di Nemain e in altri testi di Badb. Suo figlio fu Dót e suo nipote Balor, uno dei più terribili capi tribù Fomor impegnati nella seconda battaglia di Mag Tuired contro i Túatha Dé Danann per il possesso dell'Irlanda..
Dovrebbe coincidere con la divinità solare celtiberica Neto, che il poeta Macrobio identifica con Marte (Saturnalia 1, 19, 5) e che compare in due iscrizioni in lingua celtiberica come Neito e romanizzato come Marte Neto. 
Anche l'omonima dea egizia Neith era una divinità della guerra. Per altri collegamenti mitologici fra Irlanda ed Egitto vedi Scota.